# پیتسبورگ (آلاباما)
پیتسبورگ (به انگلیسی: Pittsburg) یک منطقهٔ مسکونی در ایالات متحده آمریکا است که در آلاباما واقع شده‌است. پیتسبورگ ۲۰۷٫۸۸ متر بالاتر از سطح دریا واقع شده‌است.